# Nihon buyo
Buyō (舞踊) ou Nihon Buyō (日本舞踊) é uma dança artística tradicional do Japão. Muitas vezes pode envolver uma pantonímia, ou seja, uma mistura de teatro e dança. Começa a partir de tradições clássicas como o Mai ou o Odori e se desenvolve a partir do período Edo.
Pode seguir os estilos Noh ou Kabuki e é uma das formas de arte praticada pelas gueixas.